# Łódź vojvodskap (1975–1998)
Łódź vojvodskap (polska Województwo łódzkie) var åren 1975–1998 ett vojvodskap i centrala Polen. Huvudstad var Łódź. 

## Städer
- Łódź – 806 728
- Pabianice – 75 008
- Zgierz – 59 015
- Ozorków – 21 813
- Aleksandrów Łódzki – 20 417
- Konstantynów Łódzki – 17 645
- Głowno – 15 858
- Stryków – 3 618

## Befolkningsutveckling
| År       | 1975      | 1980      | 1985      | 1990      | 1995      | 1998      |
| Invånare | 1 079 200 | 1 127 800 | 1 149 100 | 1 139 500 | 1 116 300 | 1 099 700 |